# Джон Джеймс Одюбон

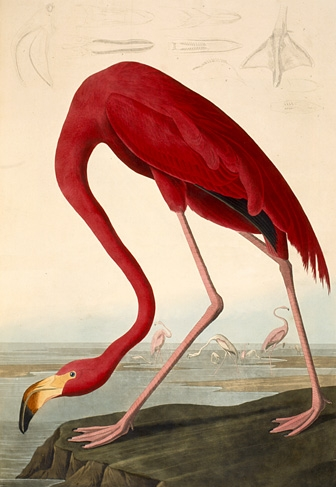
Червоний фламінго на ілюстрації Одюбона з його книги «Птахи Америки»

Джон Джеймс Одюбон (англ. John James Audubon, 26 квітня 1785 — 27 січня 1851) — американський натураліст, орнітолог і художник-анімаліст, автор праці «Птахи Америки» (1827—1838).
На його честь названо Національне Одюбонівське товариство, перша природоохоронна організація у світі.

## Біографія
- 1794 — разом з батьком прибув до Франції.
- 1803 — прибув до Америки, щоб за наполяганням стати керуючим його свинцевими копальнями в Пенсільванії. Проте захопився малюванням птахів, закинув справи та зрештою опинився у борговій в'язниці. Звільнившись, став художником.
- 1822 — викладав французьку мову, малювання і танці, писав портрети, розписував річкові судна і навіть малював дорожні знаки.
- 1827 — опублікований перший з чотирьох томів праці «Птахи Америки» (Birds of America) у вигляді розкішних альбомів величезного розміру майже в половину людського зросту (естампи 99×66 см).
- 1831 — вийшов у світ перший з п'яти томів «Орнітологічної біографії» (Ornithological Biography).
- 1838 — завершено видання «Птахів Америки», вийшов останній том.
- 1839 — в Единбурзі вийшов заключний том «Орнітологічної біографії».

Одюбон був обраний членом Лондонського королівського товариства та Ліннеївського товариства. Ж. Кюв'є назвав його малюнки пам'ятником орнітології.
Джон Джеймс Одюбон помер 27 січня 1851 року в Нью-Йорку. Похований на кладовищі Троїцького собору на Бродвеї (Манхеттен).

## Названо на його честь
- Місто й округ в штаті Айова.
- Астероїд астероїд головного поясу.
- Національне Одюбонівське товариство, перша в світі природоохоронна організація.
- Інститут «Audubon Nature Institute»  [Архівовано 16 липня 2012 у Wayback Machine.] та інші організації в Новому Орлеані:
  - Зоопарк «Audubon Zoo»  [Архівовано 21 вересня 2009 у Wayback Machine.]
  - Акваріум «Audubon Aquarium of the Americas»  [Архівовано 10 жовтня 2009 у Wayback Machine.]
  - Інсектарій «Audubon Insectarium»  [Архівовано 6 вересня 2009 у Wayback Machine.]
- Ботанічний сад «The Audubon House & Tropical Gardens» в Key West, Флорида
- Центр «Audubon Louisiana Nature Center» в Новому Орлеані  [Архівовано 22 серпня 2009 у Wayback Machine.]
- Центр «Audubon Center for Research of Endangered Species» у Новому Орлеані  [Архівовано 5 жовтня 2009 у Wayback Machine.]
- Музей «The Audubon Museum» і парк «The John James Audubon State Park» в Кентуккі (Henderson, Kentucky). У музеї міститься багато акварельних та масляних картин і гравюри художника, його особисті речі.
- Парк «Audubon Park» в Новому Орлеані
- Парк «The Audubon Park» в Луїсвіллі, Кентуккі.
- Шосе «The John James Audubon Parkway» (Amherst, Нью-Йорк), оточуюче головне університетське містечко Університету в Буффало.
- Проспект «Audubon Avenue» в області Washington Heights на Manhattan.
- Міст «John James Audubon Bridge» через річку Міссісіпі (Луїзіана) між Point Coupée Parish и West Feliciana Parish.
- Міст «Audubon Memorial Bridge» через річку Огайо, що з'єднує Henderson, Кентукі та Evansville, Індіана.

## Праці

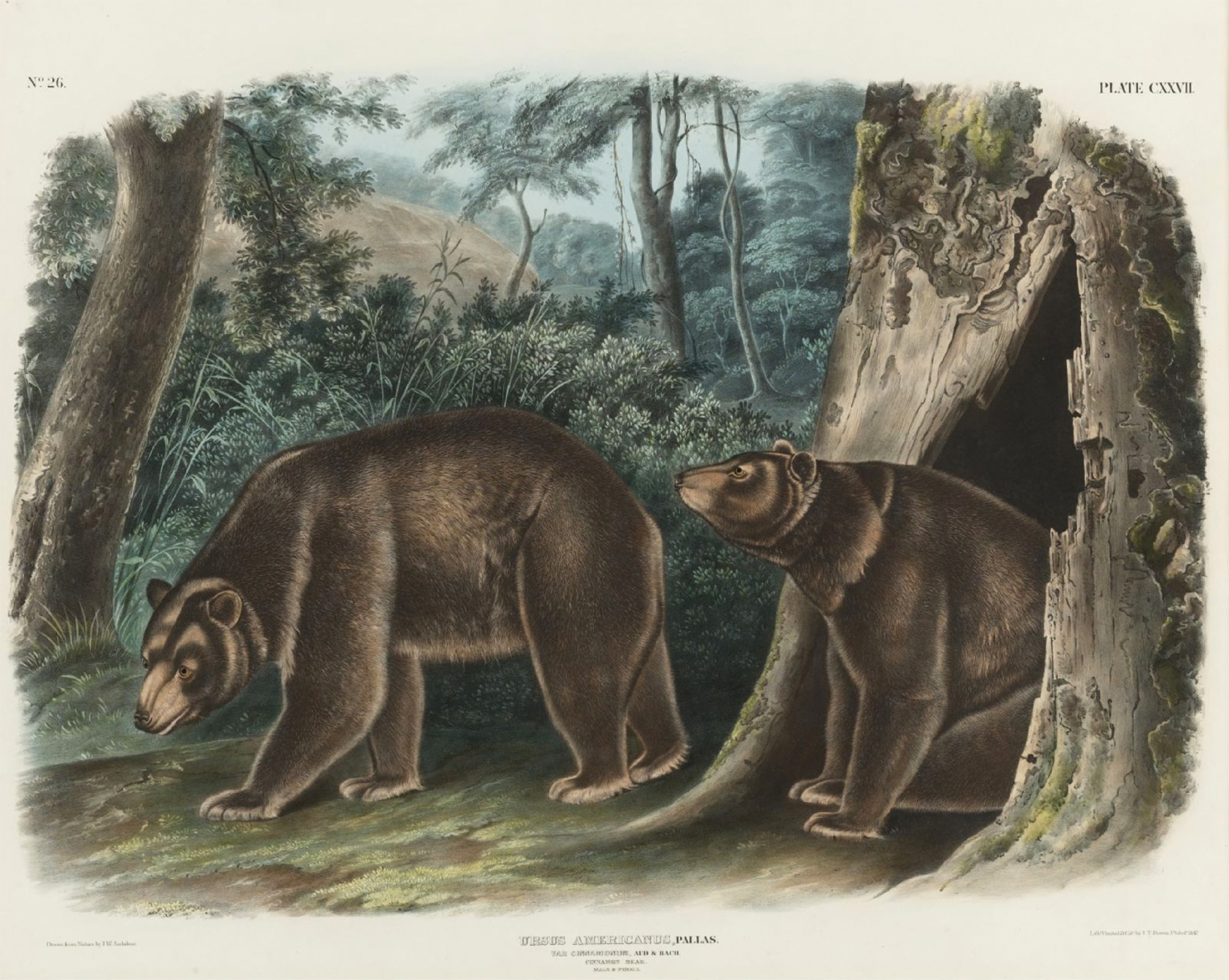
Розфарбована від руки літографія із зображенням барибалів

- The Birds of America. Vol.[I] — 1827-30 Зображення [Архівовано 6 серпня 2012 у Wayback Machine.]
- The Birds of America. Vol.II — 1831-34
- The Birds of America. Vol.III — 1834-35
- The Birds of America. Vol.IIII — 1835-38
- John James Audubon, Writings & Drawings (Christoph Irmscher, ed.) (The Library of America [Архівовано 29 вересня 2020 у Wayback Machine.], 1999) ISBN 978-1-88301168-0
- John James Audubon, The Audubon Reader (Richard Rhodes, ed.) (Everyman Library, 2006) ISBN 1-4000-4369-7
- Audubon: Early Drawings (Richard Rhodes, Scott V. Edwards, Leslie A. Morris) (Harvard University Press [Архівовано 13 жовтня 2008 у Wayback Machine.] and Houghton Library 2008) ISBN 978-0-674-03102-9